# Zittende vrouw van Çatalhöyük

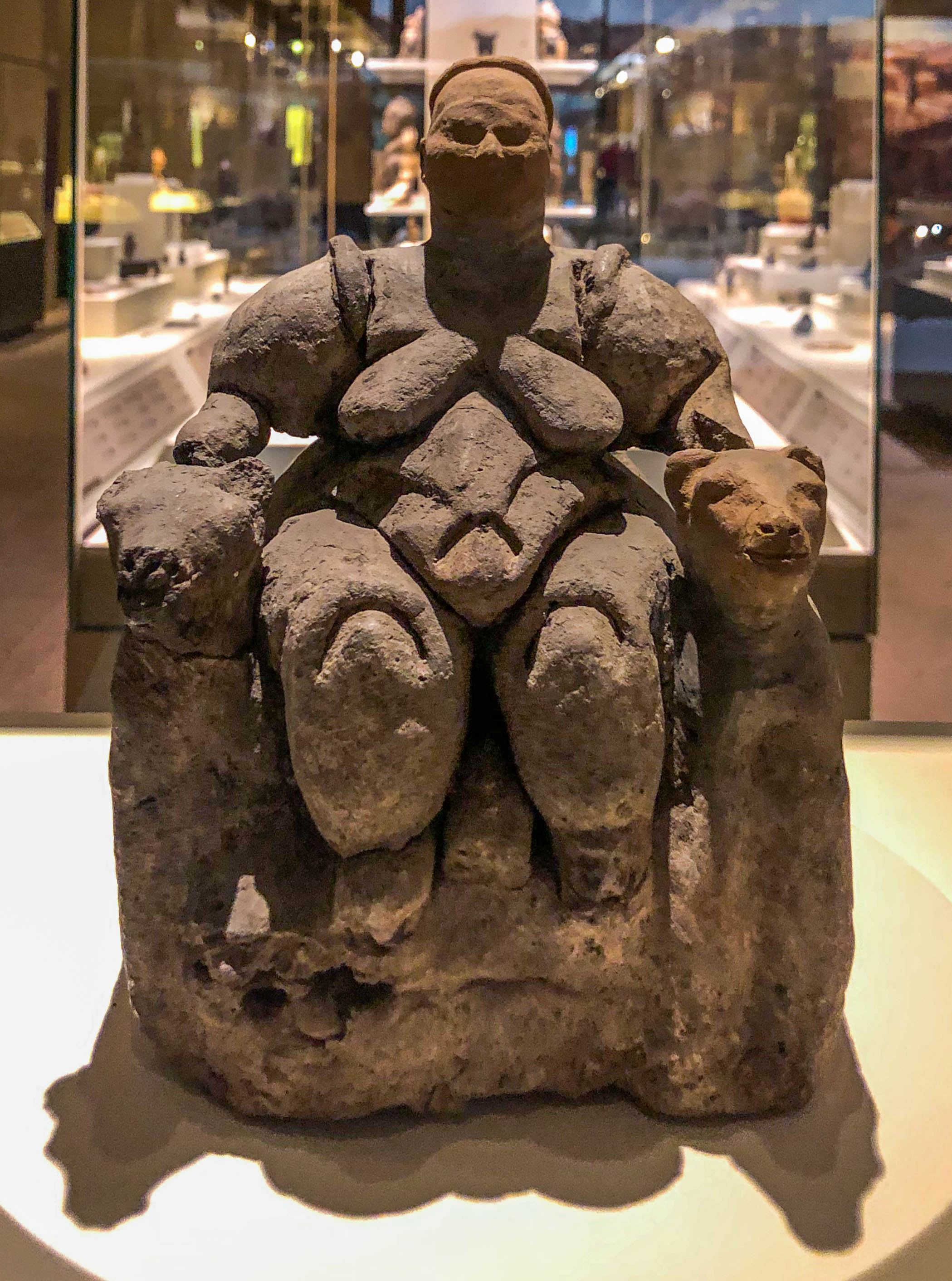
Zittende vrouw van Çatalhöyük

De zittende vrouw van Çatalhöyük is een neolithisch beeld daterend van ergens tussen het 7e en 5e millennium v.Chr. Het 17 cm hoge beeldje werd in 1961 door archeoloog James Mellaart opgegraven in het Turkse Çatalhöyük. De zittende vrouw is aan beide kanten geflankeerd door katachtigen en is een naakte vrouwenfiguur in terracotta. Het hoofd ontbrak; het huidige is een reconstructie.
De archeologen James Mellaart en Marija Gimbutas interpreteerden het beeldje als een moedergodin en veronderstelden het bestaan van een godinnencultus. Vanaf 1993 werden de opgravingen hervat, nu onder leiding van Ian Hodder met Lynn Meskell als hoofd van het Stanford Figurines Project dat de beeldjes van Çatalhöyük onderzocht. Dit team kwam tot andere conclusies dan Mellaart en Gimbutas. Slechts enkele van de vele beeldjes werden als vrouwelijk geïdentificeerd. De beeldjes werden niet zozeer in gewijde ruimtes gevonden, maar leken willekeurig weggegooid, soms in vuilnishopen. Daarmee lijkt een cultus van de moedergodin op deze locatie weinig waarschijnlijk.